# René Maget
Pour les articles homonymes, voir Maget.
René Maget, né le 8 novembre 1903 à Sedan et mort le 15 juillet 1996 à Nice, est un dirigeant d'entreprise français du secteur de l'industrie phonographique.

## Carrière
Fils d'Ernest Maget et de Marthe Day, René Maget est ingénieur de formation. 
Du 8 juin 1939 au 14 janvier 1949, il est président des Industries musicales et électriques Pathé-Marconi, filiale française associée du groupe britannique EMI.
Il est élu vice-président de la Chambre syndicale de l'édition, de la production, de l'industrie et du commerce phonographiques en 1942 (actuel Syndicat national de l'édition phonographique).
Par décret du 9 mars 1949, il est nommé chevalier de la Légion d'honneur. La même année, René Maget quitte l'Europe pour l'Argentine où il prend la direction générale du label Odeon pour l'Amérique du Sud .
En 1962, il est promu directeur général d'Odeon Espagne à Barcelone. Il conserve ses fonctions jusqu'à sa retraite en 1968.
Mort en 1996 à l'âge de 92 ans, René Maget est inhumé au cimetière de Croissy-sur-Seine (Yvelines).

## Décoration
- Chevalier de la Légion d'honneur (1949)